# 1896 في الفلبين
فيما يلي قوائم الأحداث التي وقعت خلال عام 1896 في الفلبين.

## أحداث
- 1 يناير – الثورة الفلبينية

## مواليد

### نوفمبر
- 4 نوفمبر – كارلوس بولستيكو غارسيا دبلوماسي فلبيني.[1]
- 7 نوفمبر – باولينو ألكانتارا لاعب كرة قدم.

## وفيات

### مارس
- 4 يوليو – مارسيلو ديل بيلار (مواليد 1850)[2][2]

### يوليو
- 4 يوليو – مارسيلو ديل بيلار (مواليد 1850)[2][2]

### ديسمبر
- 30 ديسمبر – خوسيه ريزال (مواليد 1861)[3]